# Aulo Cecina Alieno
Aulo Cecina Alieno (in latino: Aulus Caecina Alienus, denominato nel Fasti A. Licinius Caecina; ... – 79) è stato un magistrato romano, questore in Baetica in Spagna al tempo della morte di Nerone, nel 68 e fu uno dei primi ad aderire al partito di Galba.

## Biografia
Esponente della famiglia dei Cecina di origine etrusca, fu ricompensato da Galba con il comando di una legione nella Germania superior;  ma poco tempo dopo fu sorpreso a sottrarre soldi pubblici e l'imperatore ordinò che fosse processato.  Cecina, per vendetta, incitò le sue truppe a rivoltarsi e a schierarsi per Vitellio. Cecina era molto amato dai suoi soldati.  La sua presenza personale era dominante: era alto di statura, piacevole nella persona e diritto nell'andatura; possedeva un'abilità considerevole nel parlare e, poiché era ambizioso, usava ogni mezzo per ottenere il favore delle sue truppe. 
Dopo averli persuasi ad abbracciare la causa di Vitellio, cominciò, all'inizio del 69, a procedere verso l'Italia alla testa di un esercito di 30.000 uomini, la cui forza principale era costituito dalla Legio XXI Rapax.  Procedendo attraverso la Svizzera, devastò il Paese degli Elvezi in modo terrificante, perché avevano rifiutato di accettare l'autorità di Vitellio. Attraversò il Gran San Bernardo e marciò attraverso l'Italia settentrionale senza incontrare resistenza.
Entrando in Italia, osservò una maggior disciplina rispetto a prima ed impedì alle sue truppe di saccheggiare il Paese ma il suo abbigliamento diede grande offesa ai cittadini, perché li riceveva indossando un mantello militare multicolore ed anche i calzoni, che erano considerati come abbigliamento da barbari. La gente era inoltre scandalizzata da sua moglie Salonina, poiché cavalcava in pompa magna su un bel cavallo e vestita di porpora.  
Giacché Placentia era occupata dalle truppe di Otone, che ora aveva sostituito come imperatore Galba, Cecina attraversò il Po ed iniziò l'attacco della città.  Tuttavia, fu respinto con perdite considerevoli e subito dopo riattraversò il Po e si ritirò a Cremona.  Le truppe di Otone erano comandate da Gaio Svetonio Paolino e Aulo Mario Celso. Il primo era un generale di grande abilità ed esperienza militare, che frustrò tutti i piani di Cecina. Volendo ritrovare il proprio onore prima di essere raggiunto da Fabio Valente, che stava avanzando con l'altra divisione dell'esercito della Germania, Cecina decise di fare uno sforzo vigoroso per guadagnare un vantaggio decisivo.
Preparò di conseguenza un'imboscata in un posto denominato Castorum, dodici miglia da Cremona;  ma i suoi programmi furono svelati al nemico e subì una sonora sconfitta. Poco tempo dopo, fu raggiunto da Fabio Valente e le loro forze unite quindi ottennero una vittoria sulle truppe di Otone nella prima battaglia di Bedriaco, vittoria che sancì il dominio di Vitellio sull'Italia. L'infelice Paese, tuttavia, fu ora esposto a saccheggio in ogni direzione, poiché né Cecina né Valente tentarono di trattenere i propri soldati, il primo per il desiderio di mantenere la sua popolarità con loro, l'altro perché partecipava lui stesso al saccheggio.  
Dopo avere ottenuto il controllo di Roma, Cecina e Valente furono promossi al consolato ed entrarono nella carica il primo settembre del 69.  Nel frattempo, Marco Antonio Primo, che si era schierato a favore di Vespasiano, si stava preparando ad invadere l'Italia e Cecina di conseguenza fu inviato contro di lui.  Cecina intercettò Antonio in prossimità di Verona e avrebbe potuto con il suo numeroso esercito schiacciarlo facilmente;  ma decise di abbandonare la causa di Vitellio ed a questo scopo si accordò con Sesto Lucilio Basso, che aveva il comando della flotta del Vitellio e che meditava lo stesso tradimento.  
Ma quando tentò di persuadere i suoi soldati a scegliere Vespasiano, si ribellarono e lo misero in catene.  In questo stato di cose, furono attaccati da Antonio, che li batté vicino a Bedriacum (seconda battaglia di Bedriaco) ed immediatamente dopo assaltò Cremona, dove la maggior parte si era rifugiata.  Allarmati dai successi di Antonio, Cecina fu liberato dai suoi soldati ed inviato ad Antonio per intervenire a loro favore.  Antonio spedì Cecina da Vespasiano, che lo trattò con grande onore. Quando le notizie del suo tradimento giunsero a Roma, fu privato del suo consolato ed al suo posto fu eletto Roscio Regolo.
Non si hanno più notizie di Cecina fino al 79, verso la fine del principato di Vespasiano, quando prese parte ad una congiura contro l'imperatore e fu soppresso, per ordine di Tito, appena uscito da un banchetto nel palazzo imperiale. Secondo Aurelio Vittore, Cecina fu messo a morte da Tito perché lo aveva ritenuto sospetto di intrigare con la sua amante Berenice.